# Asnée
Die Asnée, Anée, Anerie, war ein französisches Maß für Getreide und Flüssigkeiten, das nur im Département Rhône, einschließlich  Lyon, verwendet wurde. Vor der Einführung metrischer Maße und Gewichte gab es eine alte und eine neue Asnée.
Es war ein Lyoner Weinmaß von etwa 45 Maß. Das Volumen als  Last, mit Esellast bezeichnet, war die, die man einem Esel aufladen konnte.

## Getreidemaß
- 1 Asnée = 6 Bichets/Boisseaux = 9670 Pariser Kubikzoll = 191,818 Liter
- 1 Asnée = 4 Coupets = 16 Piccottins

Ab dem Jahr 1773 wurde der neue Bichet eingeführt. Dieser war in Halbe, Viertel und Achtel teilbar. Es hatte ein Bichet jetzt 1728 Pariser Kubikzoll.
- 1 Asnée (neu) = 10.386 Pariser Kubikzoll = 205,664 Liter

## Flüssigkeitsmaß
- 1 Asnée = 88 Pot = 4134,6 Pariser Kubikzoll = 81,956 Liter
- 1 Pot = 44,65 Pariser Kubikzoll = 0,93318 Liter